# Sebastian Leitner (Publizist)
Sebastian Leitner (* 13. August 1919 in Salzburg; † 7. Februar 1989 in Wien) war ein österreichischer Publizist.

## Leben
Sebastian Leitner wurde für seine Entwicklung einer Lern-Systematik mit Karteikarten bekannt. Zunächst boten Verlage darauf basierende komplette Karteikartensätze für den Grundwortschatz einer Fremdsprache an. Heute ist das System Grundlage zum Einprägen von Lerninhalten auf dem Computer und insbesondere für Vokabeltrainer geworden. Sein Buch So lernt man lernen, in dem er diese Lernmethode vorstellte, erschien nachweislich 1972 bereits in der vierten Auflage. Es wurde und wird regelmäßig neu aufgelegt und erschien 1998 auf Litauisch sowie 2019 auf Russisch. Die weiteren dort vorgestellten Konzepte zum Lernen und zur Selbstorganisation waren papierbasiert. Sie sind heute in Systemen für Literaturrecherchen und Office-Paketen aufgegangen und von diesen inzwischen weit überholt.
Wegen seiner feindlichen Haltung gegenüber dem Anschluss Österreichs an das Deutsche Reich wurde Leitner 1938 kurz inhaftiert. Später zog er nach Frankfurt am Main, um sein Jurastudium zu beenden. 1942 wurde er von der Wehrmacht eingezogen und geriet in sowjetische Gefangenschaft.
Nach seiner Rückkehr nach Deutschland 1949 begann er mit seiner Tätigkeit als Publizist. Er widmete sich zunächst juristischen und soziologischen, später auch medizinischen und psychologischen Themen.
Außerdem war Leitner auch als Übersetzer tätig. So übersetzte er etwa die Bücher Die „Gute Mutter“ Marie de Sales Chappuis und Eine Welt zum Verlieben aus dem Französischen ins Deutsche.
Leitner heiratete die österreichische Journalistin und Schriftstellerin Thea Knappe (1921–2016). Er war ab 1962 Mitglied der Freimaurerloge Libertas und 1965 Gründungsmitglied der Loge Libertas Gemina. Er wurde auf dem Hietzinger Friedhof beerdigt.

## Veröffentlichungen
- So lernt man lernen. Der Weg zum Erfolg. Herder, Freiburg i. Br./Basel/Wien 1972.
Zahlreiche Neuauflagen und Sonderausgaben. Zuletzt (18. Auflage): Nikol, Hamburg 2011, ISBN 978-3-8682-0115-4
- So lernt man leben. Droemer-Knaur, München/Zürich 1974, ISBN 3-426-04571-0.
- So lernt man lernen. Angewandte Lernpsychologie – ein Weg zum Erfolg. Illustrationen von Rolf Totter, Herder, Freiburg im Breisgau 1993, ISBN 978-3-451-16872-7.